# Gbarpolu
Gbarpolu és un comtat liberià format l'any 2003.
És el comtat més jove dels 15 que existeixen en l'actualitat. Anteriorment formava part del comtat de Lofa i es subdividia en els districtes de Gbarma i Bopolu. Un cop constituït com a comtat independent, es va reorganitzar en sis districtes: Gbarma, Kongba, Bopolu, Belle, Bokomu i Gounwolaila. La ciutat de Bopolu és la capital administrativa del comtat.
Se situa en el nord-oest de Libèria, ocupant una àrea aproximada de 3.271km². Fa frontera amb el comtat de Lofa pel nord, el comtat de Bomi al sud, el comtat de Bong a l'est, i el comtat de Grand Cape Mount i Sierra Leone a l'oest.
Al comtat hi ha dues serralades, Kpo i Fanyea, i tres sistemes fluvials, Lofa, St. Paul i Mahe. També són destacables les cascades de Goma i Zalakai.
Els sectors econòmics més destacables del comtat són el comerç d'or, diamants i fusta. Històricament, Bopolu formava part de la ruta comercial del Sàhara.
Tot i que la majoria de la població és de religió cristiana, també hi ha un grup important de musulmans.